# The Sons of Lee Marvin

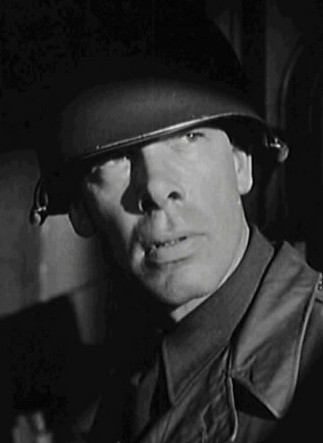
Ator Lee Marvin (1924–1987), a quem a sociedade é dedicada.

The Sons of Lee Marvin é uma sociedade devotada ao ator estadunidense Lee Marvin. O único requisito de entrada para o clube é que é preciso ter uma semelhança física plausivel com um filho de Marvin.
O Membro fundador e diretor de cinema Jim Jarmusch, explicou: "Se você parece como ele você pode ser um filho de Lee Marvin, você é imediatamente visto pelos Filhos de Lee Marvin com um deles".

## Membros
Junto de Jarmusch, os membros fundadores da sociedade incluem os atores e músicos Tom Waits, John Lurie e Richard Boes. O  Músico Nick Cave,  que conheceu quando Jarmusch ambos  viviam em Berlim, foi empossado como membro, depois de ter sido confundido com um irmão do diretor.  O Diretor John Boorman é um membro honorário, tendo sido apresentado com um dos ajudantes de  Waits na elaboração dos cartões de visita. Outros rumores de membros incluem Thurston Moore, Iggy Pop, Josh Brolin e Neil Young, embora nenhum deles tenha sido formalmente reconhecido pela sociedade, que se recusa a revelar o seu funcionamento interno para o público. A sociedade encontra-se ocasionalmente, supostamente para assistir aos filmes de Lee Marvin em conjunto. Há um rumor de a sociedade tem uma sede em South Pacific.

## Mitologia
Os membros da sociedade perpetuaram a piada na mídia. Tom Waits descreveu isso na Rolling Stone em 1986 como "algum lugar entre o Elks Club e a Academy Awards", e afirma ter encontrado Jarmusch no encontro annual na sede de Nova York. Quando perguntado sobre a sociedade pelo amigo e colaborador Luc Sante em uma entrevista de 1989, Jarmusch comentou: "Eu não tenho liberdade para divulgar informações sobre a organização, além de lhe dizer que ela existe. Eu posso identificar três outros membros da organização:. Tom Waits, John Lurie e Richard Boes ... Você tem que ter uma estrutura facial, que poderia estar relacionada, ou ser um filho de Lee Marvin. Não há mulheres, obviamente, na organização. Nós temos comunicados e reuniões secretas. Fora isso, não posso falar mais nada sobre isso." Jarmusch revelou em uma entrevista de 1992, que o verdadeiro filho de Lee Marvin tinha contestado a existência da organização, em um encontro com Waits em um bar

## Os Filhos

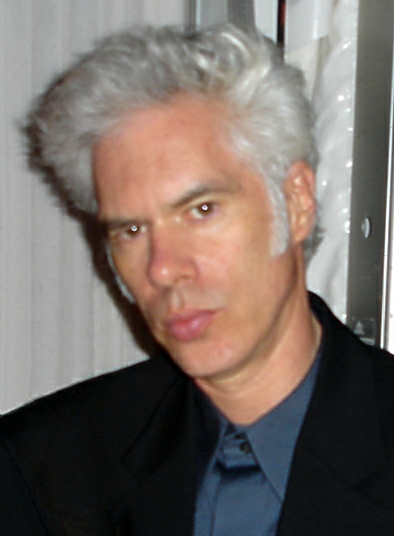
Jim Jarmusch
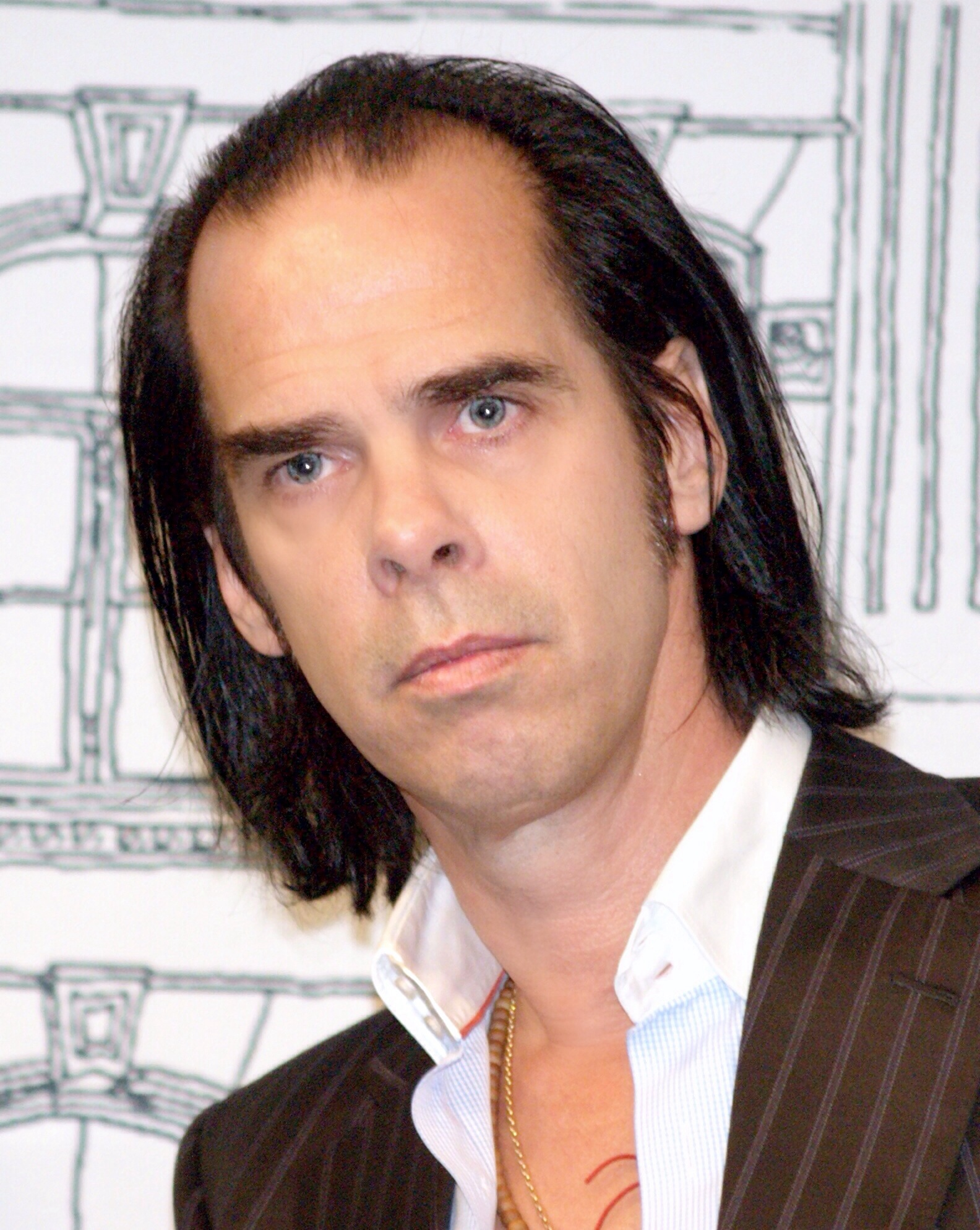
Nick Cave
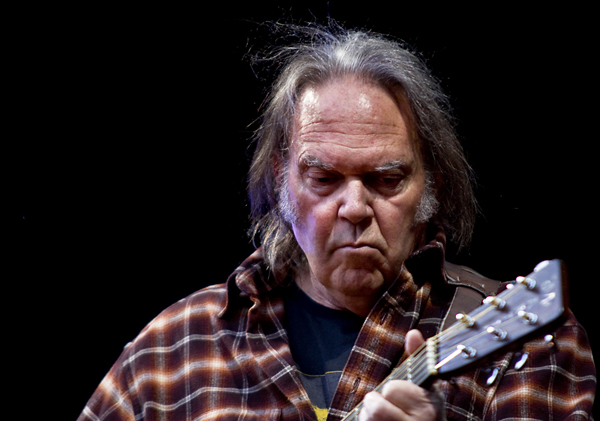
Neil Young
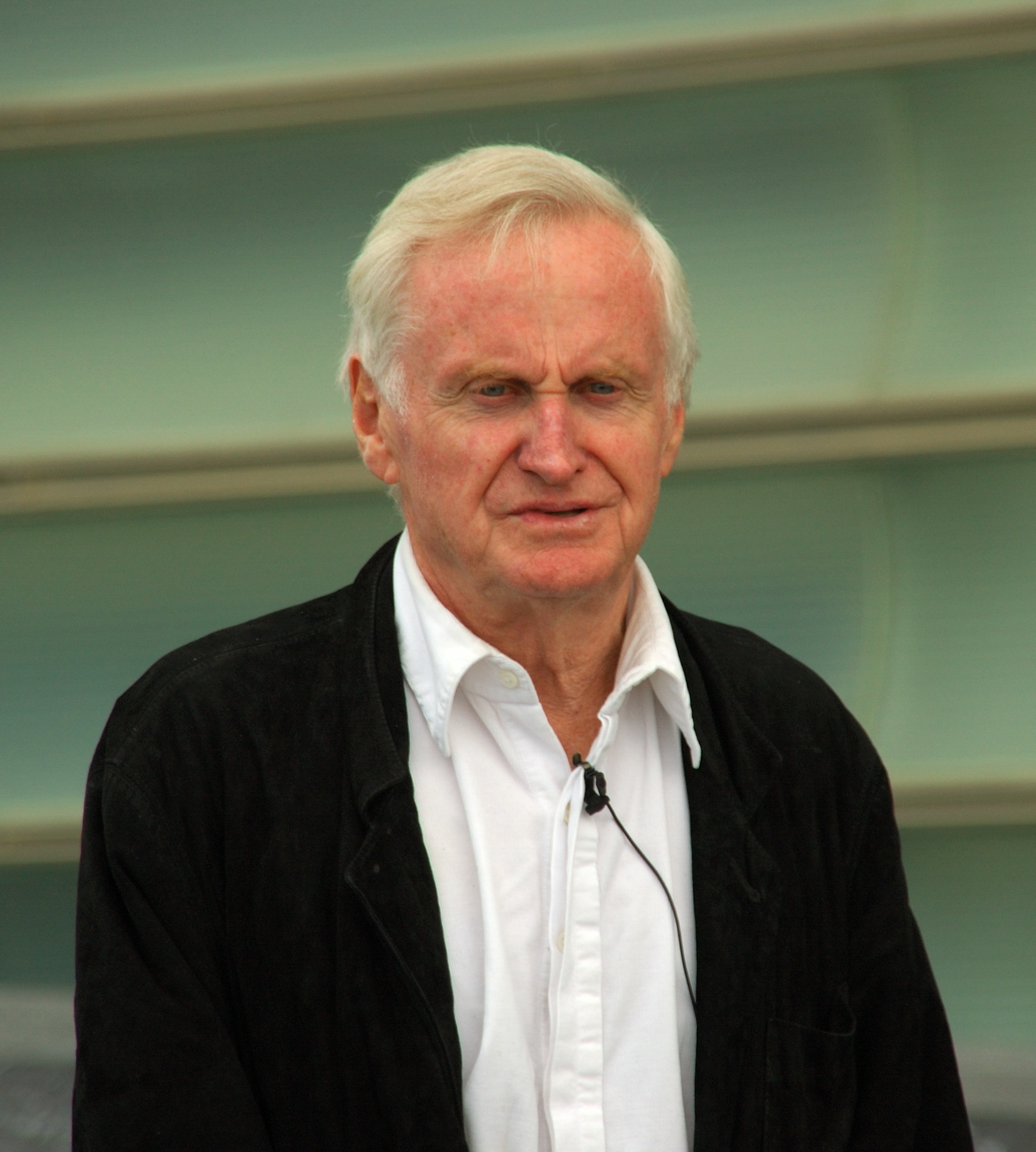
John Boorman
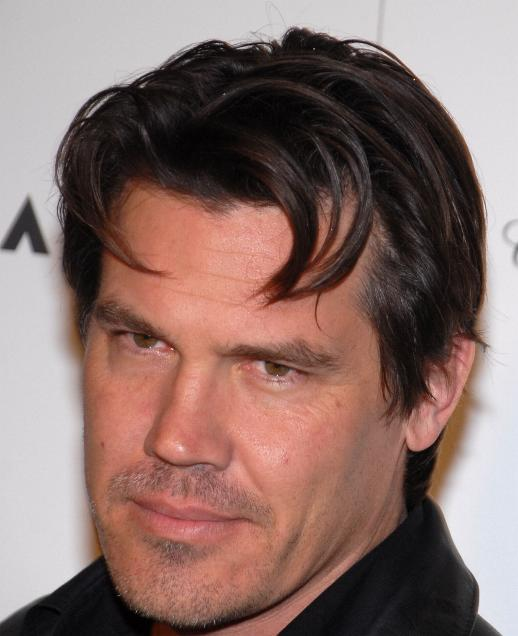
Josh Brolin
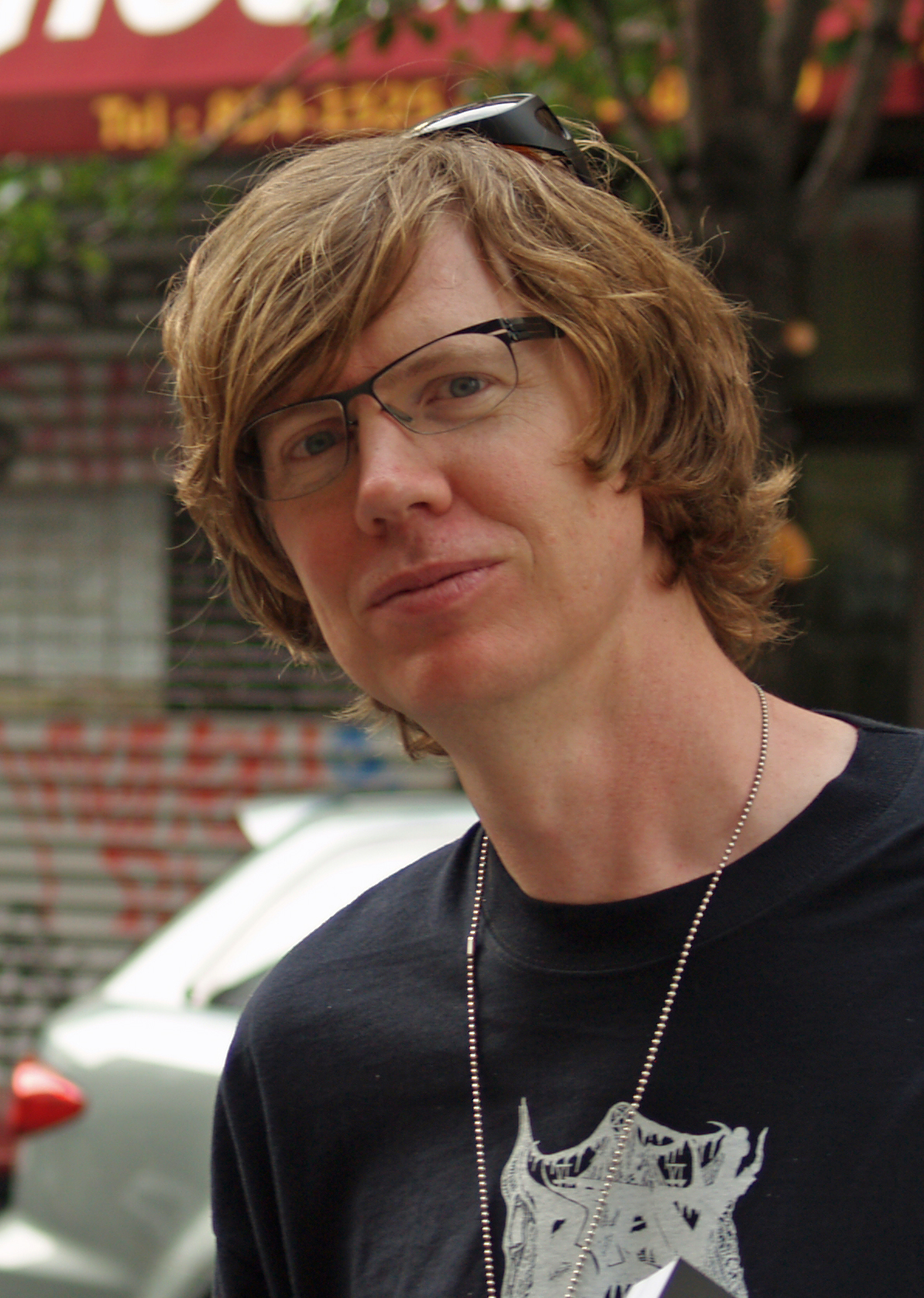
Thurston Moore

## Citações
1. ↑  Hertzberg 2001, p. 187
2. 1 2 3  Hertzberg 2001, p. 98
3. 1 2  Venice Magazine, março de 2000, The Sons of Lee Marvin é uma organização secreta. Eu não posso dizer muito sobre ela além que nós  não temos cartões e, se você receber um cartão de um dos membros fundadores, você é um membro honorário. Alguns de nossos membros fundadores são eu mesmo, Tom Waits e  John Lurie. Estamos ingressando recentemente o (músico), Nick Cave, porque se você parece como ele você pode ser um filho de Lee Marvin, sendo que você é imediatamente visto pelos Filhos de Lee Marvin com um deles. Eu vivia em Berlim há quase um ano em 87. Nick Cave ali vivia também e nós costumávamos sair. As pessoas sempre nos confundiam como irmãos.

Tudo começou há alguns anos com uma ideia que tive para um filme onde Lee Marvin era um pai com três filhos, sendo que todos eles se  odiavam,  e que ele era um cara alcoólatra. Foi uma daquelas ideias que, gradualmente, se tornou mais interessante para mim, até que Lee Marvin faleceu. line feed character character in |citação= at position 622 (ajuda)
4. ↑  Hattenstone, Simon (13 de novembro de 2004), «Interview: Simon Hattenstone meets Jim Jarmusch», The Guardian, consultado em 2 de maio de 2009
5. 1 2 3  Hirschberg, Lynn (31 de julho de 2005), «The Last of the Indies», The New York Times Company, The New York Times, consultado em 27 de abril de 2009
6. 1 2  Hertzberg, Ludvig, The Sons of Lee Marvin, The Jim Jarmusch Resource Page, consultado em 13 de maio de 2009, cópia arquivada em |arquivourl= requer |arquivodata= (ajuda) 🔗
7. ↑  Rolling Stone, 6 de novembro de 1986, We are both members of an organization called the Sons of Lee Marvin. It's a mystical organization and they have a New York chapter, and we met at one of the annual meetings.
8. ↑  «Jarmusch's Guilty Pleasures», Film Comment, 28 (3), junho de 1992, consultado em 2 de maio de 2009, cópia arquivada em |arquivourl= requer |arquivodata= (ajuda) 🔗